# Anisodoris worki
Anisodoris worki är en snäckart som beskrevs av Ev. Marcus och Er. Marcus 1967. Anisodoris worki ingår i släktet Anisodoris och familjen Discodorididae. Inga underarter finns listade i Catalogue of Life.